# Anders Nohrborg
Anders Nohrborg, född 9 maj 1725 i Norberg, död 30 november 1767 i Folkärna, var en mycket läst uppbyggelseförfattare, verksam som präst i Finska församlingen i Stockholm och kunglig hovpredikant.

## Biografi
Nohrborg blev filosofie magister i Uppsala 1752, prästvigdes 1754 och blev pastorsadjunkt  i finska församlingen i Stockholm samma år. Han blev 1765 extraordinarie hovpredikant. Under sin livstid var Nohrborg föga känd utanför Stockholm, men vann genom sin bror Daniel Nohrborg, som 1771 utgav en årgång av hans predikningar under titeln Den fallna menniskans salighetsordning (23:e upplagan 1980, översatt till finska och norska) anseende som en framstående predikant. Verket, omfattande omkring 1500 sidor, även kallat "Nohrborgs postilla" blev mycket spritt och var av Peter Wieselgren kallats vår med allmännaste med förtroende omfattade andaktsbok. Postillan kom att betyda mycket för Henric Schartau och Carl Olof Rosenius.
Han finns representerad i Den svenska psalmboken 1986 med ett verk (nr 556).

## Psalmer
- Den rätt på dig, o Jesus, tror (1921 nr 582 under rubriken "Det Kristliga Troslivet: Troslivet hos den enskilda människan, 1937 nr 300 under rubriken Tro, förlåtelse och barnaskap och 1986 nr 556) Finns på Wikisource.